# آلان سوكال
آلان سوكال (بالإنجليزية: Alan Sokal)‏ هو بروفيسور في الرياضيات في كلية لندن الجامعية، وبروفيسور فيزياء في جامعة نيويورك. يعمل في مجال الميكانيكن الاحصائية والكومبايناتوكس. اشتهر في نقده لنظيريات حركات ما بعد الحداثة حين نشر مقالا هرائيا في أحد أشهر مجلات العلم انذاك. 

## وصلات خارجية
- آلان سوكال على موقع إن إن دي بي (الإنجليزية)

1. ↑  Angel Montenegro (27 Sep 2023), ORCID Public Data File 2023 (بالإنجليزية), DOI:10.23640/07243.24204912.V1, QID:Q123508386
2. ↑  Angel Montenegro (27 Sep 2023), ORCID Public Data File 2023 (بالإنجليزية), DOI:10.23640/07243.24204912.V1, QID:Q123508386